# Бърнард Уилямс
Бърнард Уилямс (на английски: Bernard Williams) е ирландски футболист, нападател. Натурализиран французин. Роден на 25 август 1908 в Дръмана (северния квартал на Дъблин), Великобритания (днес Ирландия) и умира на 22 януари 1994  в Монбелияр, Франция.

## Кариера
Играл само и единствено за френския „Сошо“. Играч на легендарния отбор на Сошо от 30-те години на миналия век. Играе в отбора до началото на Втората световна война. Става треньор на „Сошо“ в окупирана Франция, заедно с Габи Дормоа през 1945.
Печели Купата на Франция през 1936/37 като на финала дава паса за изравнителния гол срещу „Страсбург“ и бележи победния гол с глава две минути преди края на мача за 2:1.
Той пристига ъвъв Франция през 1929 г. и никога повече не стъпва в родината си чак до смъртта си през 1994. За да не е в тежест на семейството си (9 братя и сестри) той напуска Ирландия, той се установява в Лондон, където играе за „Бромли“. Там е забелязан от шотландския треньор Виктор Гибсън, който търси футболисти за „Сошо“. В тези времена клубът приндлежи на автомобилния гигант Пежо. Пристигайки във Франция, където футболът е все още аматьорски, той става секретар на бюрото на „Пежо“ и в същото време играе за малкия клуб „Валантини“. Така той се превръща в професионалист благодарение на могъществото на гигантския концерн. През 1932 се мести в Сошо, а през 1934 след сватбата си с французойката Ивон, става френски гражданин, заради регламента в който могат да играят само четирима чужденци едновременно в клубовете. Записва 111 мача с 15 гола с отбора в Лига 1.
В началото на Втората световна война се бие на фронта за Франция, докато останалите чужденци се разбягват кой където може. Той участва в сраженията на север в Кале и след капитулацията на Париж се завръща в Монбелияр, където продължава работата си в Пежо и играе в Сошо, като при гостуванията си е принуден да не говори много заради английския си акцент.
След края на войната остава във Франция, като отваря магиз за плодове и зеленчуци, а след това работи и като счетоводител.

## Успехи
- Шампион на Франция (2): 1934/35, 1937/38
- Вицешампион на Франция (1): 1936/37
- Шампион на Франция Д2 (1): 1946/47
- Носител на Купата на Франция (1):  1936/37